# Guido Fulignot
Guido Fulignot (Trieste, 11 gennaio 1900 – Santa Barbara, 21 luglio 1986) è stato un pittore italiano di successo internazionale, uno dei ritrattisti più ricercati dalla borghesia e nobilità europea e statunitense del Novecento.

## Biografia
Nato da una famiglia benestante, si dimostrò precocemente incline al disegno e alla musica. Terminò gli studi liceali nella propria città natale per trasferirsi poi a Roma per iniziare quelli di giurisprudenza, ma la sua carriera si indirizzò invece velocemente verso la pittura, e ad appena vent'anni visitò Finlandia, Danimarca, Svezia, Inghilterra, Francia dove approfondì le sue conoscenze artistiche presso i più famosi musei e realizzando diversi ritratti.
Tornò in Italia per breve tempo per ripartire nel 1921 per la capitale dell'arte, Parigi, dove aprì uno studio a Montparnasse. Nel 1927 espose al Salon d'Automne e nel 1928 alla Galleria Charpentier dove venne decretato il suo successo artistico che lo portò a far parte della Societè Nationale des Beaux Arts e a divenire pittore richiestissimo del bel mondo internazionale.
Nel 1930 espose a Trieste presso la galleria Michelazzi. Nel 1934 espose a Zara e a Colonia, e di nuovo nel 1935 a Trieste. Nel 1936 a Roma e a Milano. Negli anni quaranta fu richiesto anche per la creazione di delle scene di importanti spettacoli teatrali. In questo decennio fu attivo anche come architetto realizzando alcune ville sulla costa Istriana, e alcune opere pubbliche a Trieste nel rione di Barcola, quali la sistemazione della pineta e la progettazione del Barcola Tourist Hotel, destinato a residenza di lusso per gli ufficiali americani. Oltre alla progettazione della struttura dell'edificio (progetto poi rielaborato dagli architetti Ramiro Meng, Umberto Nordio e Mario Zocconi) Guido Fulignot realizzò due grandi mosaici come arredo del salone d'ingresso.
Nel dopoguerra espose alla Biennale di Venezia e a Trieste divenne il ritrattista più richiesto dagli ufficiali americani, preparandosì così la strada per la carriera negli Stati Uniti d'America che lo portò a diventare anche lì il pittore più alla moda nell'ambiente diplomatico come in quello culturale. Fu docente all'Accademia di Belle arti di Newport e all'Università di Houston. Ottenne la permanent residence per meriti culturali. Negli anni sessanta le sue opere furono esposte per tre anni consecutivi in una famosa galleria di Los Angeles. Risiedette fino al 1986, anno della sua morte, a Santa Barbara in California.

## Opere
Molti furono i personaggi di rilievo ritratti da Guido Fulignot, tra questi il Principe di Prussia J. Albrecht Hohenzollern, Principessa Maria Rospigliosi, Lidia di Savoia Duchessa di Pistoia, Conte R. Sainte Croix de la Ronciére, Principessa Melissa Reed Rospigliosi, Conte Alessandro Manzoni, Principessa Maria Colloredo-Mansfield, Contessa Adele Groppiero Nievo, Contessa Elena Balbo di Vinadio, Principessa Pignatelli, Principessa Ginevra di Sangro Colonna, Baronessa Mady Helmreichen, Jacqueline Bovier Kennedy Onassis.